# Schefflera gabriellae
Schefflera gabriellae är en araliaväxtart som beskrevs av Henri Ernest Baillon. Schefflera gabriellae ingår i släktet Schefflera och familjen araliaväxter. Inga underarter finns listade.

## Bildgalleri

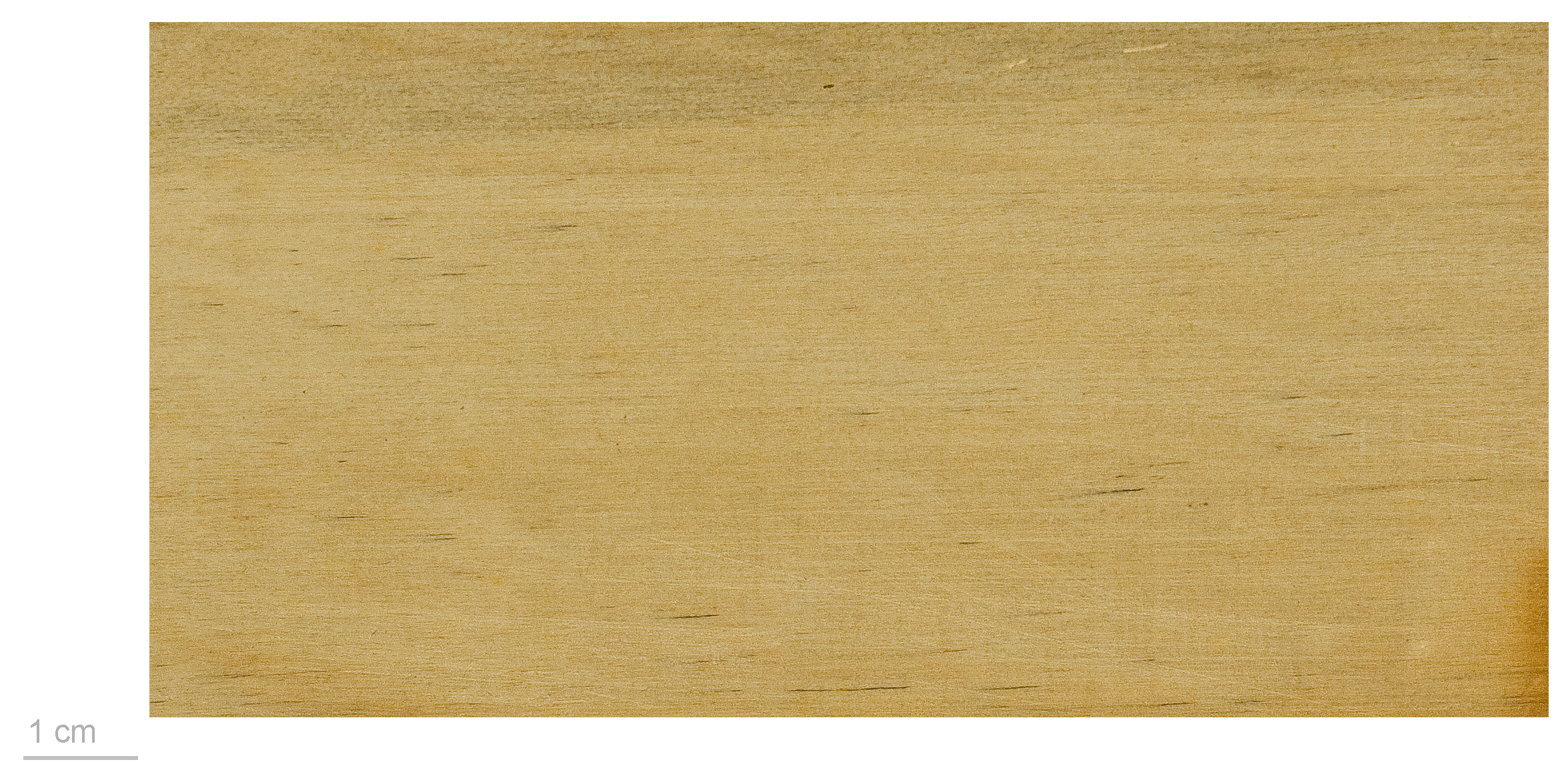